# Lucas Concistre
Lucas Concistre (Quilmes, Buenos Aires, Argentina, 24 de febrero de 1983) es un exfutbolista argentino.

## Clubes
| Club                     | País      | Año         |
| ------------------------ | --------- | ----------- |
| Tristán Suárez           | Argentina | 2005        |
| Sportivo Italiano        | Argentina | 2006        |
| Defensores de Belgrano   | Argentina | 2006        |
| Sarmiento                | Argentina | 2007        |
| Platense                 | Argentina | 2007-2008   |
| Instituto de Córdoba     | Argentina | 2008-2009   |
| Olimpo                   | Argentina | 2009-2010   |
| Anorthosis FC            | Chipre    | 2010        |
| Ñublense                 | Chile     | 2011        |
| Independiente José Terán | Ecuador   | 2012        |
| Sarmiento                | Argentina | 2012        |
| Chacarita Juniors        | Argentina | 2013        |
| CSD Municipal            | Guatemala | 2013        |
| Santiago Morning         | Chile     | 2014 - 2015 |
| Everton de Viña del Mar  | Chile     | 2015 - 2016 |

## Palmarés

### Campeonatos nacionales
| Título                   | Club                    | País      | Año  |
| ------------------------ | ----------------------- | --------- | ---- |
| Primera B Nacional       | Olimpo                  | Argentina | 2010 |
| Ganador Liguilla Ascenso | Everton de Viña del Mar | Chile     | 2016 |